# NGC 6940
NGC 6940 هي مجرة تتبع كوكبة الثعلب. اكتشفها ويليام هيرشل في 17 يوليو 1784.

## روابط خارجية
- NGC 6940 على موقع ويكي سكاي: DSS2, SDSS, GALEX, IRAS, Hydrogen α, X-Ray, Astrophoto, Sky Map, Articles and images